# مقاطعة سانت كلير (ألاباما)
مقاطعة سانت كلير (بالإنجليزية: St. Clair County, Alabama)‏ هي إحدى مقاطعات ولاية ألاباما في الولايات المتحدة. تأسست سنة 1818، بلغ عدد سكانها 85593 نسمة في عام 2010 حسب إحصاء مكتب تعداد الولايات المتحدة وتصل الكثافة السكانية فيها 51 نسمة/كم2.

## وصلات خارجية
- http://www.stclairco.com/